# (5537) Sanya
(5537) Sanya ist ein Asteroid des inneren Hauptgürtels. Er wurde am 9. Oktober 1964 an der Sternwarte am purpurnen Berg (IAU-Code 330) in Nanjing entdeckt.
Der mittlere Durchmesser des Asteroiden wurde mit 3,870 km (± 0,187) berechnet. Mit einer Albedo von 0,470 (± 0,079) hat er eine sehr helle Oberfläche.
Die Rotationsperiode von (5537) Sanya wurde unter anderem 2015 von Adam Waszczak, Chan-Kao Chang, Eran Ofek et al. untersucht. Die Lichtkurve reichte jedoch nicht zu einer Bestimmung aus. Erst weitere Untersuchungen von Vladimir Benishek 2020 ergaben eine Rotationsperiode von 3,4254 Stunden.
Der italienische Astronom Vincenzo Zappalà definiert in einer Publikation von 1995 (et al.) eine Zugehörigkeit von (5537) Sanya zu einer Asteroidenfamilie, bei der (5300) Sats als größter Asteroid dieser Gruppe angegeben wird. Die mittlere Sonnenentfernung (große Halbachse), Exzentrizität und Neigung der Bahnebene von (5537) Sanya ähneln grob den Bahndaten der Mitglieder der Flora-Familie, einer großen Gruppe von Asteroiden, die nach (8) Flora benannt ist. Asteroiden dieser Familie bewegen sich in einer Bahnresonanz von 4:9 mit dem Planeten Mars um die Sonne. Die Gruppe wird auch Ariadne-Familie genannt, nach dem Asteroiden (43) Ariadne.
(5537) Sanya wurde am 22. Juli 2013 nach Sanya benannt, einem Urlaubsort im Süden der chinesischen Insel Hainan. Schon am 15. September 1989 war ein ebenfalls an der Sternwarte am purpurnen Berg entdeckter Asteroid nach Hainan benannt worden, allerdings nach der neugeformten Provinz Hainan: (3024) Hainan.